# 張英 (清朝)
張英（1637年—1708年），字敦复、夢敦，號乐圃、圃翁、倦圃翁，安徽桐城人。清朝政治人物，官至大学士。

## 生平
張英为康熙六年（1667年）進士，選庶吉士，散館授編修。充日講起居注官，官至文華殿大學士兼禮部尚書。康熙十六年（1677年），入直南書房，史載：“每從帝行，一時制誥，多出其手。”曾充任《國史》、《一統志》、《淵鑑類函》、《政治典訓》、《平定朔漠方略》總裁官。聖祖嘗語執政：“張英始終敬慎，有古大臣風。”康熙四十年（1701年），以衰病求罷，詔許致仕。书房自书对联：“读不尽架上古书，却要时时努力；做不尽世间好事，必须刻刻存心。”
晚年隱居安徽桐城龙眠山。康熙四十四年（1705年），康熙帝南巡，张英迎驾於江苏淮安，帝赐御书榜额，随至江宁。康熙四十六年（1707年），康熙帝再度南巡，张英迎驾於江苏淮安清江浦，仍随至江宁。卒諡文端，雍正時贈太傅。著有《聰訓齋語》、《恆產瑣言》、《文端集》等。墓志由子张廷玉请大臣张鹏翮撰。

## 家族
曾祖张淳为明隆庆二年进士，官至陕西布政使。祖父张士维，封中宪大夫、抚州知府，贈廣東按察使。父张秉彝为贡生。叔父张秉文，万历三十八年（1610年）进士，官至山东左布政使；叔父张秉贞，崇祯四年（1631年）进士，后降清，官至兵部尚书。
张英以降，家族六代共出进士十三人，其中入翰林者十二人。长子张廷瓒，康熙十八年（1679年）进士，入翰林，官至詹事府少詹事；次子张廷玉，康熙三十九年（1700年）进士，入翰林，官至保和殿大學士，雍正時設立軍機處，最初典章皆出其手，與鄂爾泰等同為軍機大臣，且恩遇最隆。張英、張廷玉父子二代為相，“父子雙學士，老小二宰相”、“門第榮耀，世不多見”，是中國歷史的美談。

### 後代
- 长子张廷瓒，康熙十八年（1679年）进士，選庶吉士，官至詹事府少詹事。
- 次子张廷玉，康熙三十九年（1700年）进士，選庶吉士，官至軍機大臣、保和殿大學士，封三等伯，諡文和。
  - 張若靄，雍正十一年（1733年）进士，選庶吉士，官至內閣學士兼禮部侍郎。襲伯爵。
  - 張若澄，乾隆十年（1745年）进士，選庶吉士，官至內閣學士。
  - 張若渟，貢生出身，乾隆十四年（1749年）捐刑部主事，官至刑部尚書加太子少保。
- 三子張廷璐，康熙五十七年（1718年）榜眼，官至吏部侍郎。
  - 張若需，乾隆二年（1737年）恩科進士，選庶吉士，官至侍講。
    - 張曾敞，乾隆十六年（1751年）進士，選庶吉士，官至詹事府少詹事。

  - 張若震，雍正元年（1723年）獲賜舉人出身，官至湖北巡撫。
    - 曾孫張聰賢，嘉慶十年（1805年）進士，選庶吉士，官至潼關廳同知。
- 四子張廷瑑，字桓臣，雍正元年（1723年）恩科进士，選庶吉士，官至内阁学士。
  - 張若潭，乾隆元年（1736年）進士。
- 玄孫張元宰，嘉慶七年（1802年）進士，選庶吉士。
- 张聪贤 张英六代孙 嘉庆十年二甲第四名进士 潼关厅同知
- 张绍华 张英七代孙 同治十三年三甲十一名进士  江西、湖南、山西 布政使

## 轶事
至今還流行张英“六尺巷”的故事，張英家與鄰爭地，最後張英寄給家人一信，信上有詩曰：“千里捎书为一墙，让他三尺又何妨？长城万里今犹在，不见当年秦始皇！”於是張家主動後退三尺，鄰居吳氏大受感動，亦後退三尺，最後留下六尺巷的美談。
在安徽省桐城市的市区中有“六尺巷”的恢复建筑。